# Ramón Quiroga
Ramón Quiroga Arancibia (Rosario, 23 luglio 1950) è un ex calciatore argentino naturalizzato peruviano.

## Carriera
Portiere di ruolo, crebbe calcisticamente nel team argentino del Rosario Central, per poi passare nel 1973 alla squadra peruviana dello Sporting Cristal. Nel 1977 prese la cittadinanza del Perù.
L'anno successivo partecipò al campionato del mondo 1978 con la nazionale peruviana. Rimase celebre soprattutto per aver incassato sei gol dall'Argentina nell'ultima gara della seconda fase a gironi – passata alla storia come la marmellata peruviana –: un risultato che consentì all'Albiceleste (che aveva bisogno di vincere con almeno quattro gol di scarto) di classificarsi al primo posto, qualificandosi così per la finale che poi vincerà.
Sul risultato di questa partita vennero immediatamente avanzate più ipotesi di combine, tutte rimaste indimostrate negli anni seguenti. Solo diversi decenni dopo un giocatore peruviano sceso in campo durante la gara, il centrocampista José Velásquez, raccontò che alcuni suoi compagni di squadra fecero in modo di favorire l'accesso in finale dell'Argentina.

## Palmarès

### Club

#### Competizioni nazionali
- Campionato argentino: 2

Rosario Central: Nacional 1971, Nacional 1973
- Campionato peruviano: 4

Sporting Cristal: 1979, 1980, 1983
Universitario: 1985

#### Competizioni internazionali
- Coppa Libertadores: 1

Independiente: 1975
- Coppa Interamericana: 1

Independiente: 1975